# Asio capensis
La lechuza mora, búho moro o búho africano del pantano (Asio capensis) es una especie de ave estrigiforme de la familia Strigidae  que vive en  África.

## Descripción

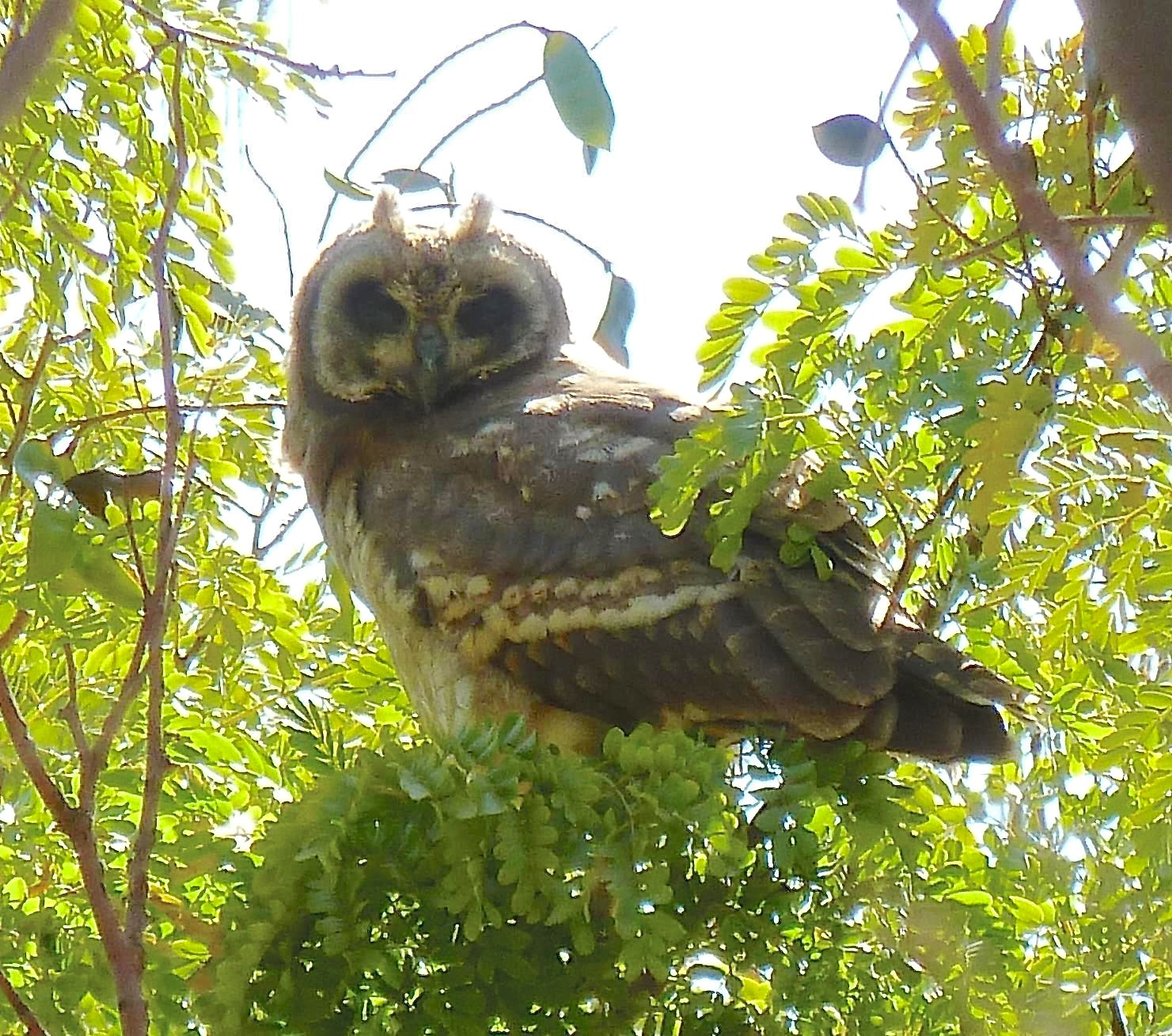
Ejemplar en Sudáfrica.

El búho moro mide unos 35–37 cm de largo con una envergadura alar de 82–99 cm. Tiene un aspecto similar al búho campestre (Asio flammeus) que es ligeramente mayor. El plumaje de sus partes superiores es pardo, casi sin veteado, y sus partes inferiores son blanquecinas con listado castaño. Se distingue de su pariente por la uniformidad del marrón de sus partes superiores, ya que el búho campestre muestra un denso veteado oscuro. El búho moro presenta un marcado disco facial, tiene los ojos amarillos con el iris negro, y copetes a modo de orejas cortos que generalmente no son visibles porque no los suele tener erizados. Posee alas largas que le permiten planear lenta y silenciosamente cuando caza.

## Distribución
Se extiende principalmente por el África subsahariana aunque también se encuentra en el norte de Marruecos, a lo que debe su nombre común, y existen pequeñas poblaciones aisladas en los montes del interior de Madagascar.

## Comportamiento

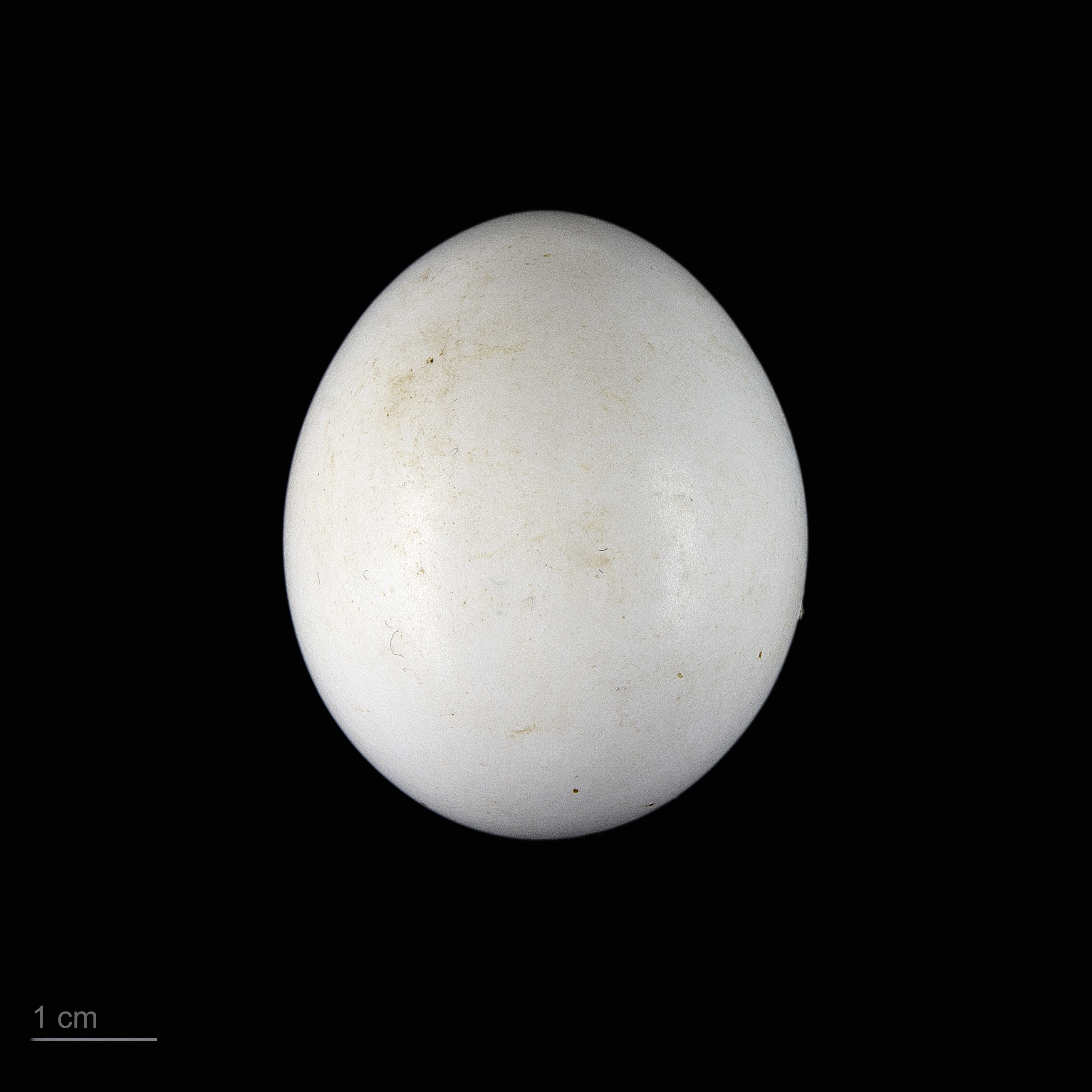
Asio capensis tingitanus - MHNT

A menudo está posado en el suelo o sobre postes bajos. Suele cazar en campo abierto, y con frecuencia por el día. Se alimenta principalmente de insectos, pero también caza pequeños mamíferos, como roedores, y aves.
El búho moro anida en el suelo en humedales despejados, donde pone entre 2-4 huevos escondidos entre la vegetación.
Su llamada es un kaar similar al de una rana y también emite siseos tipo "shrss".